# Ludovico Fieschi
Ludovico Fieschi (Genova, 1350 circa – Roma, 3 aprile 1423) è stato un cardinale italiano.

## Biografia
Nacque a Genova attorno al 1350.
Papa Urbano VI lo elevò al rango di cardinale nel concistoro del 17 dicembre 1384.
Morì il 3 aprile 1423 a Roma.